# 马村镇 (元氏县)
马村镇，是中华人民共和国河北省石家庄市元氏县下辖的一个乡镇级行政单位。
2015年，河北省民政厅批复同意撤销马村乡，设立马村镇。

## 行政区划
马村镇下辖以下地区：
马村、使庄村、泉村、段村、营里村、太平庄村、当铺庄村、福元庄村、彭家庄村、万年村、聊村、张掖一队村、张掖二队村、张掖三队村和张掖四队村。